# Puig dels Pinyers
El Puig dels Pinyers, o Puig Pinyer, Puig de Coll Forcat o Puig de Montforcat, és una muntanya de 951 de la serra de l'Albera. És compartit per la comuna de l'Albera (Vallespir, Catalunya del Nord) i el municipi de la Jonquera (Alt Empordà).
És situat a prop de l'extrem sud-est del terme comunal de l'Albera, al nord-est del Puig de Llobregat i del Coll Forcat i al sud del Coll Forcadell.